# Boni Bonita
Boni Bonita es una película coproducción de Argentina y Brasil filmada en colores dirigida por Daniel Barosa sobre su propio guion que se estrenó en Argentina el 9 de mayo de 2019 y que tuvo como actores principales a  Ailín Salas,  Caco Ciocler, Ghilherme Lobo, Ney Matogrosso y  Daniela Dams.
La película es una producción de Nikolas Maciel, João Segall y Daniel Werner. 

## Sinopsis
Beatriz (Ailín Salas) una muchacha de 16 años que después de la muerte de su madre se muda a Brasil con su padre. En un concierto ella se enamora de Rogério (Caco Ciocler) el líder de la banda, un músico en sus 30 tratando de salir de la sombra del exitoso patrimonio musical que le dejó su abuelo.

## Reparto
Intervinieron en el filme los siguientes intérpretes:
- Ailín Salas es Beatriz.
- Caco Ciocler es Rogério.
- Ney Matogrosso
- Daniela Dams
- Ghilherme Lobo
- Ilha Pinna
- Zé Mazzei
- Caio Laranjeira

## Nominaciones
- Boni Bonita estrenó en Mar del Plata International Film Festival.
- Daniel Barosa fue nominado para el premio del jurado al mejor largometraje de ficción en el Festival de Cine Internacional del Cine Las Americas (Austin, Texas) de 2019.
- Boni Bonita fue nominada al Premio a la Mejor Película para el Festival de Cine de Lisboa Festin 2019
- También para el  premio del jurado al mejor largometraje de ficción en el Festival Slamdance de 2019.

## Críticas
Paula Vázquez Prieto opinó sobre el filme: 

”Daniel Barrosa consigue una película íntima, delimitada por el granulado de la imagen, que recuerda alguna foto vieja, y por la inasible sensualidad de Ailín Salas. Y pese a cierta condescendencia que le inspira su personaje, encuentra un lugar propio de observación, ese en el que triunfos y fracasos exponen sus más descarnadas huellas.”

Juan Pablo Pugliese en el sitio web escribiendocine dijo:

”Dividida en cuatro capítulos, la película dibuja la relación con sus momentos más altos y bajos que se traducen en secuencias filmadas fuera de foco y una cámara en mano nerviosa que anuncia el estado de ánimo de los protagonistas. Daniel Barosa lleva a cabo un relato sin sobresaltos y cuenta para eso con las muy buenas actuaciones del dúo protagónico que junto al paisaje, tal vez el tercer protagonista de la historia, le dan forma a una película cuyo tema es tan universal como íntimo.”